# Auto Esporte Clube (Teresina)
L'Auto Esporte Clube, noto anche semplicemente come Auto Esporte, è una società calcistica brasiliana con sede nella città di Teresina, capitale dello stato del Piauí.

## Storia
Il club è stato fondato il 1º maggio 1951 da automobilisti autonomi. Il club ha vinto il Campionato Piauiense nel 1983. L'Auto Esporte ha partecipato al Campeonato Brasileiro Série A nel 1984, dove è stato eliminato alla fase dei ripescaggi dal Joinville.

## Palmarès

### Competizioni statali
- Campionato Piauiense: 1

1983
- Campeonato Piauiense Segunda Divisão: 2

1966, 1978